# The Phantom Riders
The Phantom Riders er en amerikansk stumfilm fra 1918 af John Ford.

## Medvirkende
- Harry Carey - Cheyenne Harry
- William Steele - Dave Bland
- Molly Malone - Molly Grant
- Buck Connors
- Vester Pegg